# Bellou-sur-Huisne
Bellou-sur-Huisne és un municipi francès situat al departament de l'Orne i a la regió de Normandia. L'any 2007 tenia 432 habitants.

## Demografia

### Població
El 2007 la població de fet de Bellou-sur-Huisne era de 432 persones. Hi havia 204 famílies de les quals 72 eren unipersonals (36 homes vivint sols i 36 dones vivint soles), 72 parelles sense fills, 56 parelles amb fills i 4 famílies monoparentals amb fills.
La població ha evolucionat segons el següent gràfic:
Habitants censats

### Habitatges
El 2007 hi havia 302 habitatges, 207 eren l'habitatge principal de la família, 70 eren segones residències i 25 estaven desocupats. 289 eren cases i 13 eren apartaments. Dels 207 habitatges principals, 165 estaven ocupats pels seus propietaris, 37 estaven llogats i ocupats pels llogaters i 5 estaven cedits a títol gratuït; 2 tenien una cambra, 17 en tenien dues, 39 en tenien tres, 57 en tenien quatre i 92 en tenien cinc o més. 147 habitatges disposaven pel capbaix d'una plaça de pàrquing. A 97 habitatges hi havia un automòbil i a 84 n'hi havia dos o més.

### Piràmide de població
La piràmide de població per edats i sexe el 2009 era:
| Homes | Edats   | Dones |
| ----- | ------- | ----- |
| 0     | 95 o +  | 0     |
| 0     | 90 a 94 | 0     |
| 0     | 85 a 89 | 12    |
| 8     | 80 a 84 | 8     |
| 4     | 75 a 79 | 16    |
| 16    | 70 a 74 | 12    |
| 24    | 65 a 69 | 20    |
| 8     | 60 a 64 | 16    |
| 20    | 55 a 59 | 8     |
| 16    | 50 a 54 | 16    |
| 8     | 45 a 49 | 12    |
| 24    | 40 a 44 | 24    |
| 4     | 35 a 39 | 16    |
| 16    | 30 a 34 | 0     |
| 12    | 25 a 29 | 20    |
| 4     | 20 a 24 | 4     |
| 4     | 15 a 19 | 16    |
| 16    | 10 a 14 | 16    |
| 20    | 5 a 9   | 12    |
| 4     | 0 a 4   | 4     |

## Economia
El 2007 la població en edat de treballar era de 258 persones, 184 eren actives i 74 eren inactives. De les 184 persones actives 180 estaven ocupades (94 homes i 86 dones) i 4 estaven aturades (2 homes i 2 dones). De les 74 persones inactives 45 estaven jubilades, 16 estaven estudiant i 13 estaven classificades com a «altres inactius».

### Ingressos
El 2009 a Bellou-sur-Huisne hi havia 210 unitats fiscals que integraven 456 persones, la mediana anual d'ingressos fiscals per persona era de 17.098 €.

### Activitats econòmiques
Dels 22 establiments que hi havia el 2007, 1 era d'una empresa alimentària, 2 d'empreses de fabricació d'altres productes industrials, 3 d'empreses de construcció, 5 d'empreses de comerç i reparació d'automòbils, 1 d'una empresa de transport, 1 d'una empresa d'hostatgeria i restauració, 1 d'una empresa immobiliària, 5 d'empreses de serveis, 1 d'una entitat de l'administració pública i 2 d'empreses classificades com a «altres activitats de serveis».
Dels 4 establiments de servei als particulars que hi havia el 2009, 1 era un paleta, 1 lampisteria, 1 electricista i 1 perruqueria.
L'únic establiment comercial que hi havia el 2009 era una botiga d'equipament de la llar.
L'any 2000 a Bellou-sur-Huisne hi havia 9 explotacions agrícoles que ocupaven un total de 786 hectàrees.

## Poblacions més properes
El següent diagrama mostra les poblacions més properes.